# أسيريا أنثوكوبتيس
أسيريا أنثوكوبتيس (بالإنجليزية: Aceria anthocoptes) وتعرف كذلك بالسوسة الخمرية، أو سوسة الصدأ، أو سوسة الشوك. هي نوع من السوس ينتمي إلى جنس أسيريا [الإنجليزية] وعائلة الكهربيات، ووُصف لأول مرة بواسطة ألفريد ناليبا سنة 1892.
يمكن أن تتواجد أسيريا أنثوكوبتيس في القصوان الحقلي والشوك الكندي وهي عامل تحكم بيولوجي جيد في آفات العشب المجتاح.

## الوصف
الإناث لها شكل مغزلي نوعا ما وتتنوع في اللون. تبعا لمرحلة التطور، يمكن أن تظهر كل من الحوريات والسوس البالغ باللون الأبيض أو الأسمر أو الوردي أو الأصفر. يبلغ طول هذا النوع حوالي 170 ميكرون وعرضه 65 ميكرون، وبالتالي هو غير مرئي تقريبا بالعين المجردة. يبلغ طول الكلاب القرني حوالي 20 ميكرون وهو مستقيم تقريبا.